# John C. Berry

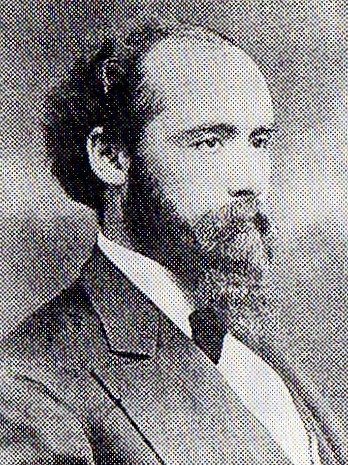
John Cutting Berry

John Cutting Berry (geboren 16. Januar 1847 in Maine (Vereinigte Staaten); gestorben 9. Februar 1936 in Massachusetts, Vereinigte Staaten) war ein US-amerikanischer Mediziner, der im Japan der Meiji-Zeit tätig war. 

## Leben und Werk
John Cutting Berry schloss 1871 seine medizinische Ausbildung am „Jefferson Medical College“, heute Teil der „Thomas Jefferson University“ in Philadelphia, ab. 1872 nahm er eine Entsendung durch die „Protestant American Board of Commissioners for Foreign Missions“ an und wurde der erste Mediziner mit westlicher Ausbildung in Kōbe. Er wurde im folgenden Jahr Direktor des Krankenhauses der Präfektur Hyōgo.
1879 wechselte Berry nach Okayama und übernahm die Leitung des neu eingerichteten Krankenhauses der Präfektur. 1885 wurde er auf Wunsch von Niijima Jō der erste Direktor eines Krankenhauses in Kyōto, das heute das „Medical School Hospital“ der Dōshisha-Universität ist. Dort richtete er später eine Ausbildungsstätte für Krankenschwestern ein, die erste in Japan.
Berry befürwortete eine Reform der Gefängniseinrichtungen in Japan.
1893 verließ Berry Japan und kehrte in die USA zurück, wo er Augen- und Ohrenheilkunde praktizierte und als Arzt für weniger gut finanzierte Einrichtungen tätig war. 1911 wurde er mit dem japanischen Orden des Heiligen Schatzes 3. Klasse ausgezeichnet.